# Palacios de Sanabria (kommunhuvudort)
Palacios de Sanabria är en kommunhuvudort i Spanien.   Den ligger i provinsen Provincia de Zamora och regionen Kastilien och Leon, i den nordvästra delen av landet, 300 km nordväst om huvudstaden Madrid. Palacios de Sanabria ligger 980 meter över havet och antalet invånare är 321.
Terrängen runt Palacios de Sanabria är platt åt sydost, men åt nordväst är den kuperad. Runt Palacios de Sanabria är det mycket glesbefolkat, med 5 invånare per kvadratkilometer. Närmaste större samhälle är Puebla de Sanabria, 9,1 km väster om Palacios de Sanabria. 